# 角川大映スタジオ

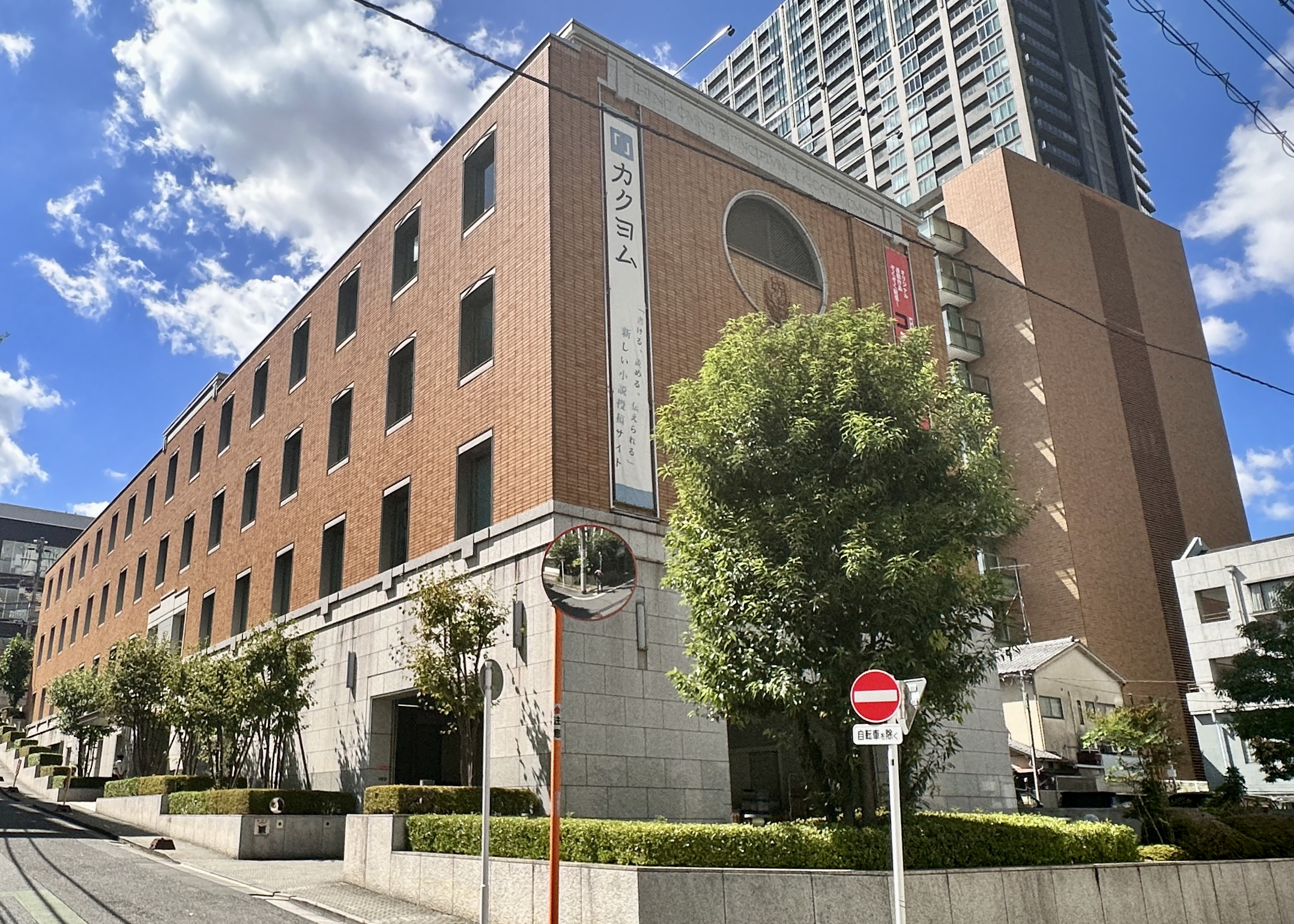
本店

株式会社角川大映スタジオ（かどかわだいえいスタジオ、英: Kadokawa Daiei Studio CO.,LTD.）は、日本の東京都調布市多摩川に所在する映画スタジオ。KADOKAWAの傘下企業として、撮影・編集スタジオの運営や美術製作等を担うスタジオ事業を行っている。
「角川大映撮影所」となってからの歴史は浅いが、撮影所自体は、1933年（昭和8年）に同地に開所した日本映画多摩川撮影所以来、70年以上の歴史をもつ。
建物の看板には、源流企業である角川書店の鳳凰のマークと大映のマークの2つが掲げられている。

## 名称の変遷
- 1933年 - 日本映画多摩川撮影所
- 1934年 - 日活多摩川撮影所
- 1942年 - 大日本映画東京第二撮影所
- 1945年 - 大映東京撮影所
- 1977年 - 大映映画撮影所
- 1983年 - 大映スタジオ
- 2002年 - 角川大映撮影所
- 2013年 - 角川大映スタジオ

## 略歴・概要
- 1932年（昭和7年） - 京都の東活映画社が東京に撮影所を新設すべく、本多嘉一郎（のちの調布市長）を派遣し、現在の角川大映撮影所を含む敷地約6500坪を無償で京王電気軌道（現在の京王電鉄）より取得したが、倒産、解体された。
- 1933年（昭和8年） - 東活映画社を母体に日本映画株式会社が設立され、同敷地に日本映画多摩川撮影所として開所した。当時の地番は東京府北多摩郡調布町大字布田小島分（旧同郡布田小島分村、現在の東京都調布市多摩川6-1-1）であった。
- 1934年（昭和9年） - 日本映画が倒産し、日本活動写真株式会社（現在の日活）が同撮影所を買収し、名称は日活多摩川撮影所となった。これにより日活現代劇部は京都から再移転し、初代所長には移転計画を陣頭指揮した専務取締役中谷貞頼が就任したが、後には根岸寛一に交代した。撮影所の裏手にあった集落も買収し、約5千坪の土地にスタッフのために社宅群を作ったエリアは大映に変わってからも昭和30年代まで続き「日活村」「大映村」とも呼ばれた[3][4]。
- 1942年（昭和17年）1月 - 日活の製作部門が、戦時統制により大都映画および新興キネマと合併して、大日本映画制作株式会社（のちの大映）が設立された。京都に2か所、東京に3か所撮影所があったことから、同撮影所は大日本映画東京第二撮影所となった。新興キネマの東京撮影所（現在の東映東京撮影所）、大都映画の巣鴨撮影所は閉鎖された。
- 1945年（昭和20年） - 第二次世界大戦の終結後に社名を「大映株式会社」に改め、同撮影所は大映東京撮影所となった。以後、大映倒産までの二十数年間、毎年30本前後の映画を製作する撮影所として、大手5社（一時6社）体制の一角を担った。
- 1974年（昭和49年） - 同社が倒産を経て徳間書店の傘下となる。同撮影所は「大映映画株式会社」の事業所となる。東京都等に対して敷地を大幅に売却。
- 1976年（昭和51年） - 旧敷地の南東部分に東京都立調布南高等学校が開校した。
- 1977年（昭和52年）  - 同撮影所が「株式会社大映映画撮影所」として分社化、大映映画撮影所となる。
- 1983年（昭和58年）  - 同撮影所の社名を「株式会社大映スタジオ」に変更、大映スタジオとなる。
- 1994年（平成6年）  - 株式会社大映スタジオが大映株式会社に吸収され、同撮影所は大映の一事業所「大映株式会社スタジオ事業本部」となる。
- 2002年（平成14年） - 大映が角川グループに営業譲渡、「角川大映映画株式会社」が設立される。
- 2004年（平成16年）  - 角川映画誕生により、同撮影所の名称を正式に角川大映撮影所に変更した。
- 2006年（平成18年） - スタジオ棟がオープン（ステージA〜D）。
- 2011年（平成23年） - 角川書店が角川映画を吸収合併し、角川書店スタジオ事業本部になる。G棟（ステージG）/ポストプロ棟がオープン。
- 2013年（平成25年）4月1日 - 角川書店からスタジオ事業本部を分離し、株式会社角川大映スタジオが発足。
- 2022年（令和4年）7月1日 - プロダクション事業を吸収分割により株式会社KADOKAWAへ譲渡[5]
- 2024年（令和6年）4月1日 - Cステージに横15m×縦5mのLEDウォールを設置。インカメラVFX対応型とする。

## プロダクション事業

### 映画作品
- 任侠ヘルパー（2012年、東宝）
- サンブンノイチ（2014年、KADOKAWA）
- ライヴ（2014年、KADOKAWA）
- ちょっとかわいいアイアンメイデン（2014年、KADOKAWA）
- 劇場版 零 ゼロ（2014年、KADOKAWA）
- ピンクとグレー（2015年、KADOKAWA）
- もちつきラプソディ（2015年、映像産業振興機構）
- Zアイランド（2015年、KADOKAWA）
- グラスホッパー（2015年、KADOKAWA）
- エヴェレスト 神々の山嶺（2016年、KADOKAWA）
- 戦場へ、インターン（2017年、映像産業振興機構）
- サクラダリセット 前篇 / 後篇（2017年）
- SWAN SONG（2017年、シネマファイターズ×shortshortsfilm）
- 昼顔（2017年、フジテレビ）
- 結婚（2017年、KADOKAWA）
- ナミヤ雑貨店の奇蹟（2017年、KADOKAWA）
- 氷菓（2017年、KADOKAWA）
- ビブリア古書堂の事件手帖（2018年、KADOKAWA）
- 貞子（2019年、KADOKAWA）
- よこがお（2019年、KADOKAWA）
- 惡の華（2019年、ファントム・フィルム）
- 楽園（2019年、KADOKAWA）
- マチネの終わりに（2019年、東宝）
- ファーストラヴ（2020年、オフィスクレッシェンドとの共作、KADOKAWA）
- Fukushima 50（2020年、松竹・KADOKAWA）
- 望み（2020年、オフィスクレッシェンドとの共作、KADOKAWA）
- 劇場版「鬼滅の刃」無限列車編（2020年、東宝・アニプレックス・集英社・ufotable、録音のみ）※アニメ映画
- 映画 滑走路（2020年、埼玉県・SKIPシティとの共作、KADOKAWA）
- 東京リベンジャーズ（2021年、ワーナー・ブラザース映画）
- 窓たち（2021年）
- 真夜中乙女戦争（2022年、KADOKAWA）
- 山田くんとLv999の恋をする（2025年、KADOKAWA）

### テレビドラマ作品
- ガリレオXX（2013年、フジテレビジョン、制作協力）
- 金田一耕助VS明智小五郎（2013年、フジテレビジョン、制作協力）
- オリンピックの身代金（2013年、テレビ朝日、制作協力：角川映画）
- 大空港2013（2013年、WOWOW、制作協力：角川映画）
- 逆光 保護司・笹本邦明の奔走（2014年、テレビ東京、製作：角川映画）
- 「黄金のバンタム」を破った男（2014年、フジテレビ、制作著作：角川映画）
- 昼顔〜平日午後3時の恋人たち〜（2014年、フジテレビ、制作協力）
- 金田一耕助VS明智小五郎ふたたび（2014年、フジテレビジョン、制作協力）
- 東京にオリンピックを呼んだ男（2014年、フジテレビ、制作協力）
- 罪火（2014年、テレビ東京、製作：角川映画）
- 事故調（2015年、テレビ東京、製作：角川映画）
- 保身（2015年、テレビ東京、製作：角川映画）
- 煙霞（2015年、WOWOW、制作協力）
- おかしの家（2015年、TBS、制作協力）
- 地方紙を買う女（2016年、テレビ朝日、制作協力）
- 沈まぬ太陽（2016年、WOWOW、製作）
- 共犯 元刑事 永井耕作の誘拐捜査（2016年、テレビ東京、製作）
- モンタージュ（2016年、フジテレビジョン、制作協力）
- 稲垣家の喪主（2017年、WOWOW、制作協力）
- 監査役 野崎修平（2018年、WOWOW、制作協力）
- パディントン発4時50分（2018年、テレビ朝日、制作協力）
- 大女優殺人事件〜鏡は横にひび割れて〜（2018年、テレビ朝日、制作協力）
- このマンガがすごい!（2018年、テレビ東京、制作協力）
- ゼブラ（2019年、CBCテレビ、制作協力）[6]
- やすらぎの刻〜道（2019年、テレビ朝日、制作協力）
- 予告殺人（2019年、テレビ朝日、制作協力）
- アメリカに負けなかった男〜バカヤロー総理 吉田茂〜（2020年、テレビ東京、制作協力）
- 頭取 野崎修平（2020年、WOWOW、制作協力）
- M 愛すべき人がいて（2020年、テレビ朝日、制作協力）
- 妖怪シェアハウス（2020年、テレビ朝日、制作協力）
- 逃亡者（2020年、テレビ朝日、制作協力）
- 書けないッ!?〜脚本家 吉丸圭佑の筋書きのない生活〜（2021年、テレビ朝日、制作協力）
- エアガール（2021年、テレビ朝日、制作協力）
- 華麗なる一族（2021年、WOWOW、制作協力）
- 消えた初恋（2021年、テレビ朝日、制作協力）
- 津田梅子〜お札になった留学生〜（2022年3月、テレビ朝日、制作協力）
- 夜のあぐら 〜姉と弟と私〜（2022年4月、BS松竹東急、製作）
- 妖怪シェアハウス-帰ってきたん怪-（2022年、テレビ朝日、制作協力）
- 終りに見た街（2024年、テレビ朝日、制作協力）
- スカイキャッスル（2024年、テレビ朝日、制作協力）

### ネットドラマ作品
- ＃声だけ天使（2018年、AbemaTV）
- L 礼香の真実（2020年、AbemaTV、※制作協力）
- 仮面ライダーBLACK SUN（2022年）